# Faulgraben (Mühlbach)
Der Faulgraben ist ein 3,9 km langer Bach auf der Gemarkung von Unterschwarzach bei Bad Wurzach.

## Lage
Der Lochgraben liegt im Naturraum Riß-Aitrach-Platten (Naturraum-Nr. 41), der zur Großlandschaft Donau-Iller-Lech-Platte (Großlandschaft-Nr. 4) gehört. Er befindet sich vollständig im Gewässereinzugsgebiet des Mühlbachs, in den er auch mündet.

## Verlauf
Der Faulgraben entspringt am südlichen Ortsrand von Wolfartsweiler und fließt zunächst in einem Bogen entlang der Straße nach Menhardsweiler. Dort passiert er den westlichen Ortsrand, wechselt die Straßenseite und verläuft in einem weiteren Bogen nach Eggmannsried. In Eggmannsried folgt er dem Eichenweg und mündet schließlich in der Ortsmitte an der B 465 in die Umlach.

## Biotope

### Kleiner Bachlauf westlich Wolfartsweiler
Das Biotop Kleiner Bachlauf westlich Wolfartsweiler (Biotopnummer: 180254366037), wurde 1995 erfasst und ist nach BNatSchG als Auwald sowie natürlicher Fließgewässerbereich geschützt (Gesamtfläche 0,3083 ha). 
Der naturnahe, überwiegend geradlinige Bach fließt in einem schmalen Tal westlich. Er wird zu 75 % von einem Gehölzsaum begleitet, die Krautschicht besteht hauptsächlich aus Hochstauden. Das Biotop ist ein Gebiet von lokaler Bedeutung. 
Es setzt sich aus einem naturnahen Abschnitt eines Flachlandbachs (15 %) und einem gewässerbegleitenden Auwaldstreifen (85 %) zusammen, beide geschützt.

### Bachlauf östlich Eggmannsried
Das Biotop Bachlauf östlich Eggmannsried (Biotopnummer: 180254366073) in Bad Wurzach, Naturraum Riß-Aitrach-Platten, wurde 1995 erfasst. Es ist nach BNatSchG als Auwald und Fließgewässerbereich, sowie nach NatSchG als Feldhecke und Feldgehölz geschützt (Gesamtfläche 0,3889 ha). 
Das Biotop in einer Senke östlich von Eggmannsried umfasst mehrere Gehölzstreifen und einen ca. 50 m langen, naturnahen Bachabschnitt. Der Bach ist von erlendominierten Gehölzsäumen begleitet; angrenzend finden sich Baumhecken mit Eichen. Die mittlere und westliche Teilfläche bestehen aus dichten, haseldominierten Hecken. 
Als Gebiet von lokaler Bedeutung gliedert es sich in einen naturnahen Flachlandbachabschnitt (2 %), einen gewässerbegleitenden Auwaldstreifen (11 %) und eine Feldhecke mittlerer Standorte (87 %). Keine Beeinträchtigungen wurden festgestellt.

### Kiesgrube Eggmannsried
Das Biotop Kiesgrube Eggmannsried (Biotopnummer: 180254366074) befindet sich in Bad Wurzach im Landkreis Ravensburg, im Naturraum Riß-Aitrach-Platten. Es wurde am 3. August 1995 erfasst und ist nach dem Bundesnaturschutzgesetz (BNatSchG) als natürlicher oder naturnaher Bereich stehender Binnengewässer sowie nach dem Naturschutzgesetz (NatSchG) als Feldhecke und Feldgehölz geschützt. Die Gesamtfläche beträgt 0,0800 Hektar (Ost: 563709, Nord: 5311181).
Dieses Biotop wird als Gebiet von lokaler Bedeutung eingestuft. Es besteht hauptsächlich aus einem Feldgehölz (92 % der Fläche, 0,0736 ha), das keine erkennbaren Beeinträchtigungen aufweist. Ein kleinerer Teil (8 % der Fläche, 0,0064 ha) ist ein Tümpel oder eine Hüle.